# Mesita de Cápula
Mesita de Cápula är en ort i Mexiko.   Den ligger i kommunen Apaseo el Alto och delstaten Guanajuato, i den centrala delen av landet, 190 km nordväst om huvudstaden Mexico City. Mesita de Cápula ligger 1 952 meter över havet och antalet invånare är 305.
Terrängen runt Mesita de Cápula är kuperad åt nordväst, men åt sydost är den platt. Runt Mesita de Cápula är det ganska tätbefolkat, med 207 invånare per kvadratkilometer. Närmaste större samhälle är El Pueblito, 19,7 km nordost om Mesita de Cápula. I omgivningarna runt Mesita de Cápula växer huvudsakligen savannskog.